# Oreopanax trianae
Oreopanax trianae är en araliaväxtart som beskrevs av Joseph Decaisne, Jules Émile Planchon och Hermann Harms. Oreopanax trianae ingår i släktet Oreopanax och familjen Araliaceae. Inga underarter finns listade.